# Бударки (Тамбовская область)
Бударки — посёлок в Петровском районе Тамбовской области России. Входит в состав Кочетовского сельсовета.

## География
Посёлок находится в западной части Тамбовской области, в лесостепной зоне, в пределах Окско-Донской низменной равнины, к югу от автодороги Р-119, на расстоянии примерно 14 километров (по прямой) к юго-западу от села Петровского, административного центра района. Абсолютная высота — 147 метров над уровнем моря.

### Климат
Климат умеренно континентальный, относительно сухой, с холодной продолжительной зимой и тёплым летом. Средняя температура воздуха самого холодного месяца (января) — −11,5 — −10,5 °C (абсолютный минимум — −39 °C); самого тёплого месяца (июля) — 19,5 — 20,5 °C (абсолютный максимум — 40 °С). Период с положительной температурой выше 10 °C длится 141—154 дня. Среднегодовое количество атмосферных осадков варьирует в пределах от 400 до 650 мм. Продолжительность залегания снежного покрова составляет в среднем 135 дней.

### Часовой пояс
Посёлок Бударки, как и вся Тамбовская область, находится в часовой зоне МСК (московское время). Смещение применяемого времени относительно UTC составляет +3:00.

## История
Посёлок основан в 1922 году. По переписи 1926 года в посёлке Будара, административно принадлежавшем Грязинской волости Липецкого уезда Тамбовской губернии, было 17 дворов русских и 123 жителя (66 мужчин, 57 женщин).
До войны в посёлке, вошедшем в состав Избердеевского района Тамбовской области, насчитывалось 27 дворов.

## Население
| 2010 |
| ---- |
| 1    |

По переписи 2002 года в посёлке проживал 1 житель, русский. В 2010 году — также 1 житель, мужчина.

## Инфраструктура и улицы
В посёлке одна улица — Дачная.